# Epidendrum guillermoi
Epidendrum guillermoi är en orkidéart som beskrevs av Pedro Ortiz Valdivieso. Epidendrum guillermoi ingår i släktet Epidendrum och familjen orkidéer.
Artens utbredningsområde är Colombia. Inga underarter finns listade i Catalogue of Life.